# Go Daku
《Go Daku》（韓語：GO다쿠）是韓國ZZAL TV的綜藝節目，由徐宥利、孫東雲等人主持，節目主軸公仔模型製作等多樣相關專業知識介紹。目前已播映多季。